# Тувинська акша
Акша (тув. akşa — у тюркських мовах «гроші», буквально — «світлий») — грошова одиниця Тувинської Народної Республіки у 1934-1944 роках. Ділилася на 100 копійок (тув. kɵpejek).

## Грошовий обігТНРдо 1934 року
З перших днів існування Республіки Танну-Тува в грошовому обігу країни знаходились китайські ляни, всі російські рублі, які з 1915 року були в наявності у банках м. Кизил, перші радянські гроші, пізніше - долари Унгерна і монгольські тугрики першої емісії.
Наприкінці 1922 - на початку 1923 р уряд ТНР випустив в обіг російські паперові грошові знаки дореволюційного зразка з написом на зворотному боці тексту старомонгольською мовою і трьома підписами: голови Ради Міністрів, міністра фінансів та заступника радника уряду з фінансів. 
У 1925 р. за домовленістю між урядами ТНР та СРСР в Туві були випущені в обіг радянські гроші: спочатку срібні монети, що замінили монети царського карбування, а пізніше паперові рублі і червінці.
Фонди Тувінбанка систематично поповнювалися радянськими грошовими знаками і розмінною монетою нових випусків (наприклад, червінцями випуску 1926 р. і 1928 р., бронзовими і нікелевими монетами 30-х рр..).
До 1929 року в обігу на території Туви залишились тільки радянські гроші.

## Тувинські гроші 1930-х років

### Введення в обіг нової валюти
З 10 грудня 1933 року по 15 лютого 1934 року через Тувинський торгово-промисловий банк було проведено обмін попередніх грошових знаків на рублі проштамповані гербом Туви і написом "Має обіг лише на території ТНР". Разом з проштампованими рублями в обіг випустили бронзові 1,3, 5 та нікелеві 10, 15, 20 копійок власне тувінського зразка.
28 листопада 1935 року до ТНР з Росії прибули замовлені 38 тис. аркушів на суму 2 млн. акша. З них номіналом в 1 акша — 400 тис., 3 акша — 200 тис., 5 акша—100 тис., 10 акша — 30 тис. і 25 акша — 8 тис. штук.
1 січня 1936 року усі проштамповані рублі почали обмінювати на національну валюту - акша. Обмін проводився по курсу 1 акша - 1 рубль. Проте в Радянському Союзі на валюту Туви було встановлено курс: 1 акша - 29 копійок.

### Емісія 1941 року
Починаючи з 1939 року в республіці обговорювався проект заміни грошей першої емісії. 11 серпня 1939 року відбулось засідання урядової комісії, яка розглядала ескізи нових банкнот.
2 січня 1941 року Торгово-промисловий банк отримав від Москви нові банкноти датовані 1940 роком.
13 лютого Політбюро ЦК ТНРП вислухало доклад управляючого Торгово-промисловим банком Седіп-Оола про заміну старих грошових знаків новими і постановило розпочати поступовий обмін з 1 березня 1941 року. Спершу планувалось завершити обмін до святкування 20-річчя ТНР ( 1 серпня 1941 року), проте 3 лютого Рада Міністрів своїм наказом відсунула останній срок на 1 грудня. Також в наказі було визначено створення комісії по знищенню старої грошової маси. 20 серпня 1941 року 1 981 248 старих акша спалили у печі Кизильської електростанції
Монети 1934 року вилученню не підлягали і знаходились в обігу до 1 травня 1945 року. 

### Вилучення акша
Після входження Туви до складу СРСР грошові знаки зразка 1940 року відмінили і обміняли на радянські рублі. За цим було відмінено карткову системі і втричі знижено ціни на товари широкого вжитку.